# О’Салливан, Джозеф Энтони
 Джозеф Энтони О’Салливан (англ. Joseph Anthony O'Sullivan; 9 августа 1885 года, Гамильтон, Канада — 3 июня 1954 года, Кингстон, Канада) — седьмой епископ Шарлоттауна с 6 февраля 1931 года по 26 февраля 1944 года, пятый архиепископ Кингстона с 26 февраля 1944 года по 14 декабря 1966 года.

## Биография
Окончил школу Пресвятой Девы Марии в Гамильтоне. С 1903 по 1908 года обучался в Колледже Святого Иеронима в Китченере (Kitchener). С 1908 по 1911 года изучал теологию и философию в Высшей духовной семинарии в Монреале. 5 августа 1911 года рукоположён в священники для служения в епархии Гамильтона. В течение десяти лет служил викарием в Соборе Пресвятой Девы Марии в Гамильтоне, затем был настоятелем этого же прихода и епархиальным канцлером. В 1923 году возведён в сан монсеньора, в 1925 году назначен ректором семинарии Святого Августина в Торонто.
6 февраля 1931 года римский папа Пий XI назначил его епископом Шарлоттауна. 7 мая 1931 года в соборе Пресвятой Девы Марии в Гамильтоне состоялось его рукоположение в епископы, которое совершил апостольский делегат Канады и Ньюфаундленда и титулярный архиепископ Леонтополиса Аугустамникского Андреа Кассуло в сослужении с архиепископом Торонто Нилом Макнилом и епископом Гамильтона Джоном Томасом Макнелли.
Будучи епископом Шарлоттауна, занимался реорганизацией Университета Святого Дунстана, который в 1941 году получил право выдавать государственные дипломы.
26 февраля 1944 года римский папа Пий XII назначил его архиепископом Кингстона.
Участвовал в четырёх сессиях Второго Ватиканского собора (1962—1965).
14 декабря 1966 года вышел в отставку с титулом архиепископа Марагуйи. Умер 6 июня 1972 года в Кингстоне. Похоронен на местном кладбище «Holy Supulchre».